# Ictiose
Ictiose (do grego ichthys, peixe) ou doença da escama de peixe é um grupo de doenças da pele hereditária incomuns caracterizados por pele ressecada, endurecida, seca e escamosa. É causada por um defeito no processo de regeneração da pele, pelos e unhas resultando no acúmulo de pele velha. Além dos humanos, também afeta animais como cachorros, ratos e vacas.

## Causas
A ictiose geralmente é um distúrbio hereditário. Existem muitos tipos de ictiose, com aparências diferentes. Dependendo do gene afetado pode ser dominante ou recessiva, autossômica ou ligada ao cromossoma X. A ictiose vulgar, que representa 90% dos casos, é autossômico dominante, ou seja, se um dos pais tem a doença os filhos e filhas tem 50% de chance de ter também.
Quando a causa não é hereditária é chamada de ictiose adquirida ou secundária. É um sintoma raro de câncer, diabetes, doença da tireoide ou AIDS.

## Tipos
Existem pelo menos cinco tipos distintos de ictiose hereditária:
- Ictiose vulgar
- Ictiose lamelar
- Hiperqueratose epidermolítica
- Eritrodermia ictiosiforme congênita
- Ictiose ligada ao X

## Sinais e sintomas

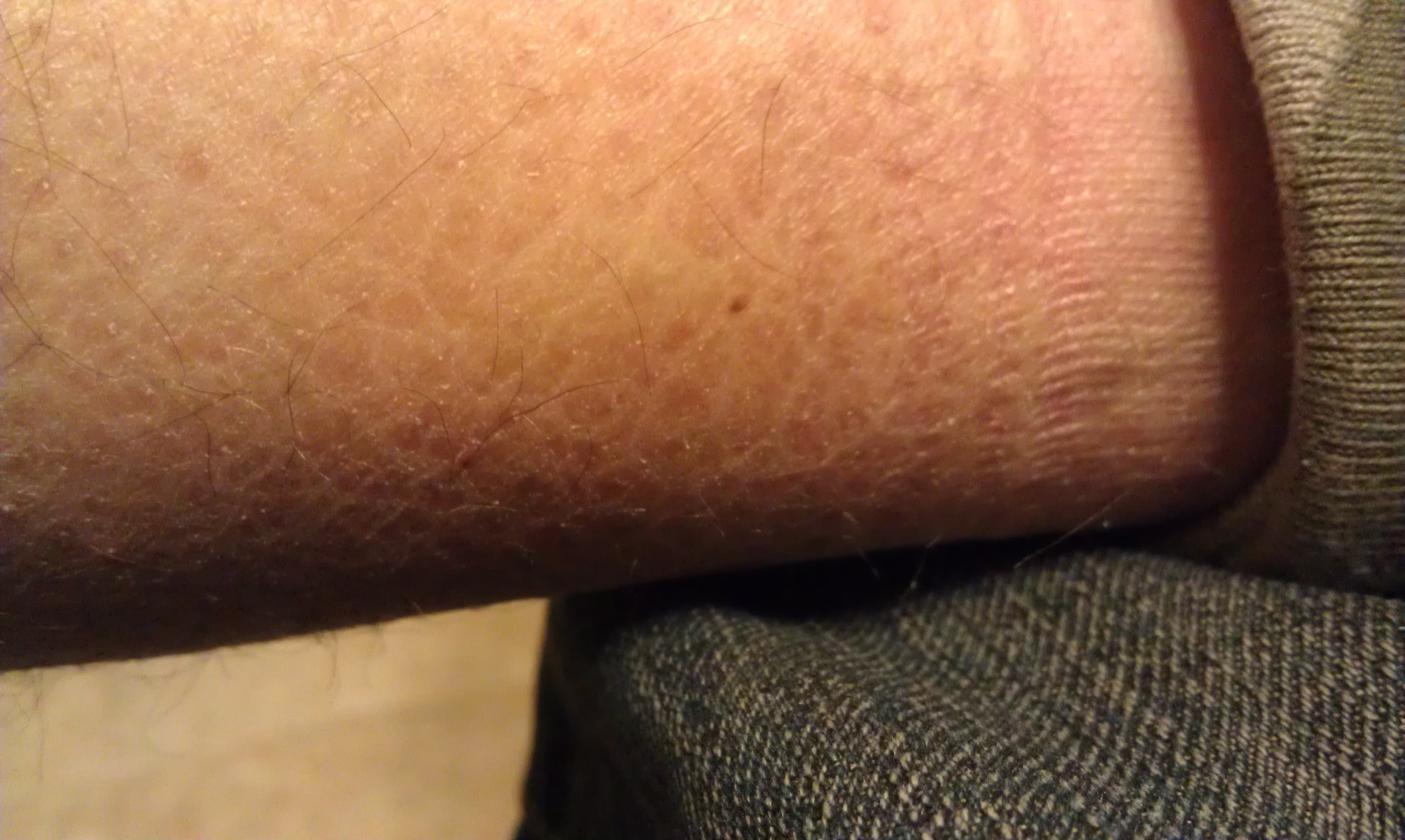
Ictiose leve, a pele é dura e seca com linhas formando um mosaico.

Casos moderados e severos costumam se manifestar antes dos 5 anos de idade e melhorar com os anos, até piorar de novo após os 50 anos. Casos leves podem passar desapercebidos, como um mero problema estético.
A ictiose se apresenta na forma de pele seca, dura e escamosa. Normalmente a manifestação ocorre de forma mais grave nas pernas e cotovelos, mas também pode atacar os braços, as mãos e o tronco, em alguns casos. O aparecimento de linhas finas na palma da mão está associado à ictiose.
O distúrbio é mais visível no inverno. Pode ser acompanhado de dermatite atópica, ceratose pilosa (pequenas protuberâncias na parte posterior dos braços) ou outros distúrbios cutâneos.

## Diagnóstico
Um dermatologista pode fazer o diagnóstico examinando a pele afetada com as escamas características. Em caso de dúvida uma biopsia de pele pode confirmar o engrossamento da camada córnea (hiperqueratose). Isso pode ser necessário para descartar outras causas de pele seca e escamosa.

## Tratamento
O tratamento para ictiose mais comum é o uso de óleos hidratantes, exfoliantes e vaselina. Manter a pele hidratada providencia mais conforto e exfoliar melhora a aparência da pele. Retinoides (vitamina A) também podem ser usados no tratamento de alguns tipos dessa doença, mas causam transtornos ao feto em caso de gravidez imprevista. Em alguns casos o uso de ácido salicílico também mostrou melhorar a aparência da pele. Exposição ao sol pode melhorar ou piorar as escamas dependendo do tipo, porém os danos solares são muito mais perigosos do que ter pele seca e áspera.
Para o melhor controle e tratamento da ictiose é recomendado que o paciente faça acompanhamento com um dermatologista.